# Stéphanie Delestre
Pour les articles homonymes, voir Delestre.
Stéphanie Delestre, née le 30 décembre 1969 à Paris (France), est une entrepreneure, investisseuse et autrice française.
Elle est la cofondatrice de QAPA, une plateforme d’intérim digitale rachetée par Adecco en 2021.

## Biographie

### Enfance, jeunesse et formation
Stéphanie Delestre est la fille d'un ingénieur et d'une secrétaire. Elle grandit à Vitry-sur-Seine, élevée par sa mère seule à la suite du décès de son père,.
Après un Baccalauréat C puis Hypokhâgne, elle est diplômée en 1992 d'un DEA d’Histoire de l’Université Paris-Sorbonne.

### Carrière
En 1993, elle rejoint la chaîne Eurosport dans le Groupe TF1 comme stagiaire Marketing. Elle évoluera pendant quinze années dans l'entreprise, travaillant au marketing dans la suite de son stage, et aussi à la finance, à la comptabilité et à la gestion. Au début des années 2000, elle prend la responsabilité des sites internet d'Eurosport,..
En 2007, elle rejoint la startup Qype basée à Hambourg en tant que directrice générale. Devenu leader en Europe dans le domaine des avis locaux, Qype est acheté par la société américaine Yelp. Stéphanie Delestre rejoint la région parisienne à la recherche d'un nouvel emploi,.
C'est ainsi qu'en 2011, elle cofonde Qapa, un site internet qui rapproche chômeurs et entreprises ,. 
En septembre 2021, la société QAPA est achetée par le groupe mondial Adecco, pour un montant estimé par Les Échos d'a minima 65 millions d'euros,,.
Par la suite, elle crée une nouvelle startup, Volubile, dont le but est de développer une IA générative vocale capable d'effectuer des appels téléphoniques à des fins de relation client ou de démarchage commercial,. Les premiers essais ont lieu début 2024.

### Autres activités
Stéphanie Delestre est membre du board de French Tech Grand Paris depuis 2023.

### Médias
De 2012 à 2022, elle co-anime aux côtés de Philippe Robichon l'émission Les petites annonces de l’Emploi sur Beur FM.
Elle participe en tant qu'investisseur à la 4e saison de l'émission Qui veut être mon associé ? sur M6 aux côtés de Marc Simoncini, Jean-Pierre Nadir, Eric Larchevêque, Anthony Bourbon, Tony Parker et Kelly Massol,,.

## Publication
- Stéphanie Delestre, Recruter ses premiers salariés, Paris, Dunod, 2014 (ISBN 2100716204)